# Chariovald
Chariovald ou Cariovalde (Chariovalda) est le nom d'un duc batave du Ier siècle qui fut au service de l'Empire romain. Chariovalda est probablement la latinisation de l'anthroponyme germanique Hariwald, composé des éléments hari (« armée ») et wald (« qui règne »), et signifiant « Chef d'armée ».
En tant qu'allié des Romains, il participa aux campagnes de représailles menées en Germanie par le général Germanicus contre la coalition germanique constituée par le chef de guerre chérusque Arminius, et trouva la mort dans une embuscade en l'an 16. Tacite raconte dans ses Annales que les Chérusques, simulant une fuite, attirèrent Chariovalde dans une plaine environnée de bois. Bientôt, sortis de leur cachette, ils l'enveloppèrent ; les soldats bataves, s’étant formés en cercle, furent attaqués de près par les uns, harcelés de loin par les autres. Chariovalde, après avoir soutenu longtemps la violence du combat et exhorté les siens à percer en masse les bataillons ennemis, se jeta lui-même à travers les rangs les plus serrés et, percé de plusieurs traits, ayant eu son cheval tué, il s'effondra, et autour de lui, beaucoup de nobles bataves.

## Sources
- Tacite, Annales